# لاتيرزا
لاتيرزا (بالإيطالية: Laterza)‏ هي بلدية في مقاطعة تارانتو في إقليم بوليا الإيطالي.

## السكان
في سنة 1861 بلغ عدد السكان 5٬003 نسمة، وتطور العدد ليصل في سنة 2011 لـ 15٬296 نسمة.
يظهر هذا المخطط البياني تطور النمو السكاني لـ لاتيرزا